# Kdesu
kdesu est une commande Linux permettant l'accès à une fenêtre qui offre les droits d'administrateur en mode graphique. Cette commande est intégrée à KDE et possède un équivalent GNOME : gksu.

## Exemples d'utilisation
Cette commande peut être lancée depuis un terminal ou une fenêtre graphique, évitant alors l'utilisation du terminal pour lancer une tâche, etc.
La commande suivante demandera à l'utilisateur de donner le mot de passe administrateur, pour ensuite éditer avec les droits d'accès complet, le fichier /etc/apt/sources.list.
```
kdesu
 
kate
 
/etc/apt/sources.list

```

Quand dans un terminal, la commande 'sudo' est utilisée, le remplacement par kdesu marche, et donne un résultat similaire.

## Liste des arguments de cette commande
(délivrée par 'kdesu—help' sous Debian GNU) :
Exécute un programme avec des privilèges élevés.
Usage : kdesu [options-Qt] [options-KDE] command
| Options génériques : |                                                                                 |
| --help               | Afficher l'aide sur les options                                                 |
| --help-qt            | Afficher les options spécifiques à Qt                                           |
| --help-kde           | Afficher les options spécifiques à KDE                                          |
| --help-all           | Afficher toutes les options                                                     |
| --author             | Afficher les informations sur l'auteur                                          |
| -v, --version        | Afficher la version                                                             |
| --license            | Afficher la licence                                                             |
| --                   | Fin des options                                                                 |
| Arguments :          |                                                                                 |
| command              | Spécifie la commande à exécuter                                                 |
| Options :            |                                                                                 |
| -c <command>         | Spécifie la commande à exécuter []                                              |
| -f <file>            | Lancer la commande sous l'uid cible s'il est impossible d'écrire dans <file> [] |
| -u <user>            | Spécifie l'utilisateur cible [root]                                             |
| -n                   | Ne pas conserver le mot de passe                                                |
| -s                   | Arrêter le démon (tous les mots de passe seront oubliés)                        |
| -t                   | Activer la sortie dans un terminal (pas de mémorisation du mot de passe)        |
| -p <prio>            | Régler la priorité : entre 0 et 100, 0 étant la plus basse [50]                 |
| -r                   | Utiliser l'ordonnancement en temps réel                                         |
| --nonewdcop          | La commande peut utiliser le serveur DCOP existant                              |
| --noignorebutton     | Ne pas afficher le bouton « ignorer »                                           |
| -i <icon name>       | Spécifier l'icône à utiliser dans la fenêtre du mot de passe                    |
| -d                   | Ne pas afficher la commande à exécuter dans la fenêtre                          |

Il est recommandé d'utiliser kdesu -c <command> si la commande que vous souhaitez lancer nécessite des options. Exemples :

-Pour arrêter l'ordinateur :

kdesu -c "shutdown -P now"

-Pour le mettre en veille prolongée :

kdesu -c "pmi action suspend"